# Solon (Unternehmen)

Logo der Solon SE (bis 2008)

Solon ist ein deutscher Solarmodulhersteller. Das Unternehmen wurde bekannt als börsennotierte Solon AG für Solartechnik mit Sitz in Berlin, später umbenannt in Solon SE, dann neu gegründet als SOLON Energy GmbH, schließlich neu aufgestellt unter der Holding Solon International LL FZE mit Sitz in den Vereinigten Arabischen Emiraten. Der Handel in Aktien der insolventen Solon SE wurde im Freiverkehr an der Hamburger Börse mit Ablauf des 30. Juli 2021 und an der Börse München mit Ablauf des 4. Juli 2018 eingestellt.

## Unternehmensprofil
Neben der Produktion von Solarmodulen in den Tochtergesellschaften Solon Photovoltaik GmbH in Berlin und Solon Nord GmbH in Greifswald hatte das Unternehmen weitere Töchter in Italien (Solon S.p.A., ehemals S.E. Project s.r.l., Solarmodule), Amerika (Solon Corporation, Solarmodule), und Freiburg (Solon Investments GmbH, Projektierung von Solargroßkraftwerken). Im Jahr 2009 verfügte Solon über eine Produktionskapazität für Solarmodule (PV-Module) von 435 Megawattpeak (MWp) (2008: 450 MWp; 2007: 210 MWp; 2006: 130 MWp) und mit einer Gesamtproduktion von 132 MWp (2008: 176 MWp; 2007: 118 MWp; 2006: 84 MWp) konnte sich der Konzern weiterhin als einer der größten Solarmodulhersteller Deutschlands und Europas behaupten. Der Konzern beschäftigte Ende 2009 rund 901 Mitarbeiter und erzielte 2009 einen Umsatz von 354,4 Mio. € sowie einen Nettogewinn von –143,4 Mio. € (2008: 30,9 Mio. €; 2007: 503,1 Mio. € und 22,2 Mio. €; 2006: 346,4 Mio. € und 14,4 Mio. €).

## Geschichte

### Gründung, Expansion
Der Hersteller von Solarmodulen und Anbieter von schlüsselfertigen Solargroßkraftwerken wurde am 27. November 1996 gegründet durch Saleh El-Khatib, Birgit Flore, Johannes Grosse Boymann, Paul Grunow, Stefan Krauter, Alexander Voigt und der Wuseltronik GbR Forschung und Entwicklung (Reiner Lemoine, Stefan Fütterer, Peter Fischer, Martin Sauter, Jürgen Hiller) und ging 1998 an die Börse. Damit war die Solon AG das erste börsennotierte Unternehmen für Solartechnik in Deutschland. Es war vom 20. März 2006 bis zum 18. September 2009 im TecDAX mit der ISIN: DE0007471195 gelistet.
Solon baute etwa 80 Prozent der auf alten und neuen Bundesbauten beim Umzug der Bundesregierung nach Berlin errichteten Solaranlagen, darunter auch der Neubau des Bundespräsidialamtes.
Am 1. September 2006 ging das Photovoltaik-Kraftwerk auf Gut Erlasee bei Arnstein in Betrieb. Im Jahr 2006 wurden dort rund 14.000 MWh Strom produziert.
Im Dezember 2007 erwarb die Solon AG einen weiteren Anteil an dem österreichischen Solarzellenhersteller Blue Chip Energy GmbH.
Am 8. Dezember 2008 wandelte sich die Solon AG für Solartechnik in eine europäische Gesellschaft SE um.
Am 15. Dezember 2008 übernahm Solon SE die italienische Estelux s.r.l. und plante die Errichtung eines Werkes zur Herstellung von Solarsilizium im norditalienischen Ferrara.

### Schrumpfung
Im Jahr 2010 trennte sich die Solon SE von ihrer Produktionstochter Solon Hilber Technologie GmbH in Steinach am Brenner. Hier wurde in den vergangenen Jahren sehr erfolgreich der Solon Mover produziert – ein zweiachsig nachgeführtes Photovoltaiksystem für Photovoltaikgroßkraftwerke, das damals als Vorreiterprodukt den Markt für nachgeführte Systeme bereitete.
Ebenfalls trennte sich die Solon SE im Jahr 2010 von ihrer Tochtergesellschaft Solon Inverters AG in Uznach in der Schweiz. Hier wurden in den letzten Jahren Wechselrichter entwickelt.

### Insolvenz
Am 13. Dezember 2011 beantragte Solon die Eröffnung eines Insolvenzverfahrens. Für die Tochtergesellschaften SOLON Photovoltaik GmbH, SOLON Nord GmbH und SOLON Investments GmbH wurde ebenfalls ein Insolvenzantrag gestellt.

### Übernahme
Am 6. März 2012 erwarb Microsol International LL FZE (Indien, mit Sitz in den Vereinigten Arabischen Emiraten) Kernbestandteile der SOLON SE und gründete die SOLON Energy GmbH. Die neue Gesellschaft verfügte über die Funktionen einer Holding mit einer Tochtergesellschaft in Berlin (SOLON Modules GmbH) sowie Schwestergesellschaften in den USA (SOLON Corporation) und Italien (SOLON S.p.A).
Auf der Intersolar 2012 in München präsentierte die SOLON Energy GmbH als „einer der ersten Anbieter“ ein Energiespeichersystem für Einfamilienhäuser. Für das Montagesystem SOLquick erhielt das Unternehmen auf der Messe einen Intersolar Award.

### Produktionseinstellung, Erneute Insolvenz
Ab September 2013 wurde die Produktion am Berliner Standort eingestellt.
Am 6. März 2014 gab das Unternehmen bekannt, dass die Zentrale in Berlin geschlossen wird. 230 Stellen fallen dadurch weg. Der Hauptsitz der Solon Gruppe wird in die Vereinigten Arabischen Emirate verlegt.
Im September 2014 stellten die Solon Energy GmbH und die Solon Modules GmbH einen Insolvenzantrag.

### Neustrukturierung der Solon International
Durch eine Neuausrichtung der Geschäftsfelder und Strukturen verlegte die Solon Gruppe den Hauptsitz in die Vereinigten Arabischen Emirate. Microsol International LL FZE firmiert nun als Solon International LL FZE und produziert Solarmodule (4 Produktionslinien) und Solarzellen (2 Produktionslinien) in Fujairah (VAE).
Der Vertrieb der Solarmodule erfolgt für Nordeuropa über die SOLON S.p.A. Zweigniederlassung Deutschland in Berlin. Für Südeuropa erfolgt der Vertrieb aus Carmignano di Brenta Padova (Italien).
Weiter wird das Projektgeschäft, sowie der Bereich der Operation & Maintenance (O&M) auch über die jeweiligen europäischen Niederlassungen betrieben.